# Wladimir Poptomow

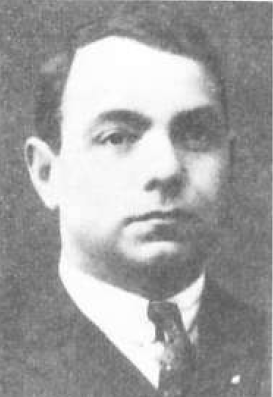
Wladimir Poptomow in den 1920er Jahren

Wladimir Tomow Poptomow (bulgarisch Владимир Томов Поптомов; * 27. Januar 1890 in Beliza; † 1. Mai 1952 in Sofia) war bulgarischer Außenminister.

## Leben
Poptomow war 1912 der Bulgarischen Sozialdemokratischen Arbeiterpartei beigetreten. An der Universität Sofia studierte er Rechtswissenschaften. Im Bezirk Raslog leitete er 1923 den Septemberaufstand und musste nach dessen Scheitern Bulgarien verlassen. Von 1925 bis 1933 war er als politischer Sekretär der Inneren Mazedonischen Revolutionären Organisation tätig. Ab 1928 war er Mitarbeiter der Kommunistischen Internationalen in deren Balkansekretariat. 
Nach der Machtübernahme der bulgarischen Kommunisten am 9. September 1944 kehrte er nach Bulgarien zurück. Er wurde Mitglied des Politbüros des Zentralkomitees der Bulgarischen Kommunistischen Partei. Von 1945 bis 1949 war er Chefredakteur der Zeitung Rabotnitschesko Delo. Im Jahr 1949 übernahm er die Funktion des Hauptsekretärs des Nationalrats der Vaterländischen Front. In den Jahren 1949 und 1950 war er bulgarischer Minister für auswärtige Angelegenheiten. Ab 1950 hatte er dann die Position des stellvertretenden Vorsitzenden des bulgarischen Ministerrats inne.